# کورولیوو
کورولیوو (به لاتین: Korolyovo) یک منطقهٔ مسکونی در روسیه است که در باشقیرستان واقع شده‌است.